# Cophura apotma
Cophura apotma är en tvåvingeart som beskrevs av Pritchard 1943. Cophura apotma ingår i släktet Cophura och familjen rovflugor. Inga underarter finns listade i Catalogue of Life.